# Якірна стоянка

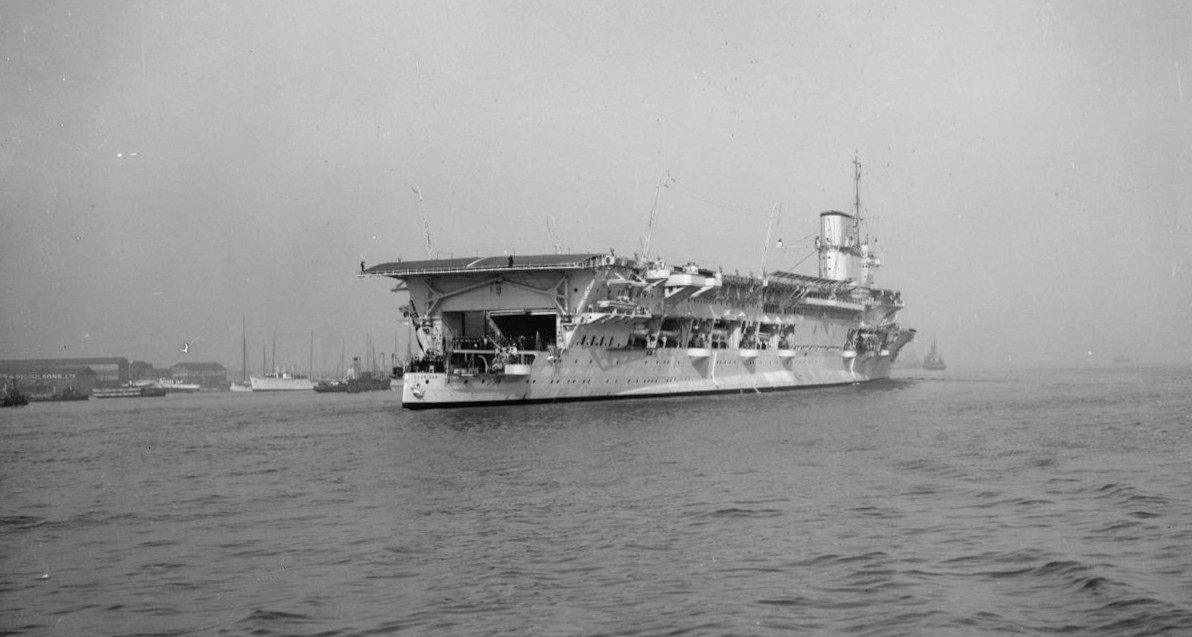
Британський авіаносець HMS «Глоріос» на якірній стоянці

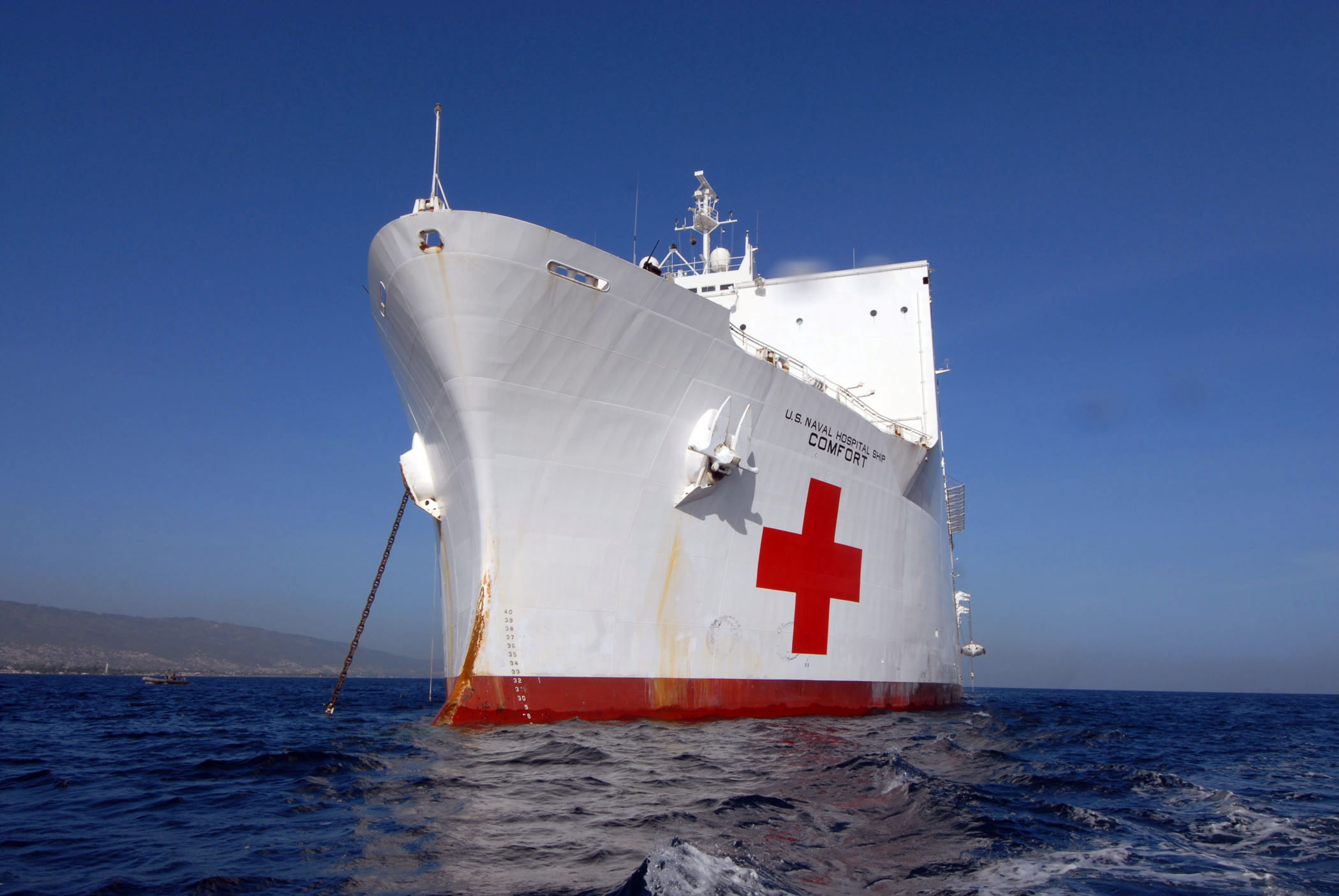
Американське госпітальне судно USNS «Комфорт» на стоянці поблизу морського порту Порт-о-Пренс. Гаїті. 2007

Якірна стоянка — зупинка корабля (судна) в морі, на відкритому чи закритому рейді порту з віддачею одного або двох якорів. Стоянка судна, як правило, проводиться у бухті (затоці), вкритій від хвилі і вітру, з глибинами, що дозволяє стати кораблю (судну) на якір. Місце якірної стоянки повинно постійно контролюватися вахтовим офіцером всіма можливими способами.
При постановці корабля (судна) на якір головний двигун перебуває в різному ступені готовності, залежно від стану погоди. Відведені для якірної стоянки місця нанесені на навігаційних картах. Підходити до місця якірної стоянки рекомендується проти вітру і течії, маючи мінімальний хід вперед, достатній для управління судном; після визначення місця судна по навігаційних орієнтирах зупиняють головний двигун і за інерцією виходять в точку віддачі якоря, дають задній хід і, коли судно почне рух назад, віддають якір.
Довжина витравленого якірного ланцюга визначається глибиною моря в місці стоянки, характером ґрунту, розмірами судна, його завантаженням, парусністю, гідрометричними умовами. При постановці на якір на глибинах понад 40 м якірний ланцюг витравлюють на ґрунт брашпилем. На глибинах, що перевищують 100—120 м, постановка на якір небезпечна, через те, що можливе пошкодження якірного пристрою. У цьому випадку капітани суден воліють тримати судно (корабель), лежачи в дрейфі. Зняття з якоря на вільній акваторії здійснюється підбором якірного ланцюга і підйомом якоря на його штатне місце, після чого судно розгортається на необхідний курс і прямує за призначенням. На обмеженій акваторії здійснюють відповідні маневрування або користуються допомогою портового буксира.
Вибір місця якірної стоянки залежить від її цілі. При відстоюванні судна від шторму до уваги беруть тільки питання забезпечення безпеки судна. При постановці судна на якір для проведення вантажно-розвантажувальних робіт і висадки пасажирів судно ставлять можливо ближче до порту (берега), щоб забезпечити якнайшвидше вивантаження. У всіх випадках вживають всі запобіжні заходи для забезпечення безпеки судна. Якщо судна виявляються на незахищеному рейді, вони повинні змінювати місце стоянки в залежності від погоди та інших факторів.